# Heteronyx elytrurus
Heteronyx elytrurus är en skalbaggsart som beskrevs av Blackburn 1909. Heteronyx elytrurus ingår i släktet Heteronyx och familjen Melolonthidae. Inga underarter finns listade i Catalogue of Life.